# Archie M. Gubbrud
Archibald Maxwell Gubbrud, dit Archie M. Gubbrud, (né le 31 décembre 1910 à Norway Township au Dakota du Sud et décédé le 26 avril 1987 à Sioux Falls dans ce même État) est un homme politique américain. Il est le 22e gouverneur du Dakota du Sud.

## Biographie

### Jeunesse et études
Gubbrud nait à Norway Township, dans le comté de Lincoln. Il est l'un des quatre enfants de Torval Marius Gubbrud et Ella (Rommeriam) Gubbrud. De 1911 à 1914, le grand-père d'Archie Gubbrud, Andrew Rommeriam, siège à la chambre des représentants du Dakota du Sud et entretient une amitié avec le gouverneur Peter Norbeck. En 1929, il gradue de l'Académie Augustana à Canton au Dakota du Sud. Après la mort de son père en 1934, Gubbrud devient responsable de la ferme familiale où il connait un certain succès. Il se marie à Florence Maxine Dexter avec qui il a deux enfants.

### Carrière politique
La carrière politique d'Archie Gubbrud commence cette même année alors qu'il devient fonctionnaire dans sa localité. De 1947 à 1952, il est président de l'école Elmwood locale. En 1948, il est le délégué du comté pour la convention républicaine de l'État. En 1950, Il est élu à la chambre des représentants du Dakota du Sud. L'année suivante, il gagne pour son État le Mississippi Valley Association Soil Conservation Award. Il est président de la chambre entre 1959 et 1960.
En 1960, il se présente à l'élection pour être gouverneur de l'État. Il bat alors Ralph Herseth, le gouverneur sortant, par 4435 votes. En 1962, il est réélu en battant ce même Herseth par, cette fois, 31000 votes. Durant son mandat, le budget alloué à l'éducation double. Le Curser State Hospital et un bureau administratif chargé du budget sont aussi créés. Il quitte son poste en 1965 pour retourner à la ferme familiale situé au nord d'Alcester. Il retourne à la politique en 1968 où il se présente contre le sénateur démocrate George McGovern. Il est cependant défait par ce dernier dans une campagne que McGovern considère comme l'une des plus faciles de sa carrière.
L'année suivante, Richard Nixon le nomme président du Farmers Home Administration au Dakota du Sud. Il garde cette position jusqu'en 1977.

### Décès
Gubbrud retourne à la ferme familiale où il réside jusqu'à sa mort d'un cancer des poumons. Il décède à l'hôpital McKennan à Sioux Falls à l'âge de 76 ans. Il est alors mit en terre au cimetière de l'église luthérienne Lands.